# SoFi Stadion
A SoFi Stadion (kiejtés: /ˈsoʊfaɪ/; a 2026-os labdarúgó világbajnokságon: Los Angeles–Inglewood Stadion) stadion a kaliforniai Los Angeles, Inglewood városrészében. Befogadóképessége 70 240. A SoFi a Hollywood Park Racetrack helyére épült fel, a Los Angeles-i nemzetközi repülőtértől 4,8 kilométerre, a Kia Forum mellett. 2020 szeptemberében nyílt meg, a fedett stadion a National Football League-ben (NFL) szereplő Los Angeles Rams és a Los Angeles Chargers otthona, illetve itt rendezik az évente megtartott LA Bowlt. Az épület része a Hollywood Parknak, ami a versenypálya helyén felépített szomszédság. 2016-ban nyitották meg a Hollywood Park Kaszinót.
A SoFi Stadion egyike a két stadionnak, amit jelenleg két NFL-csapat oszt meg, a másik a MetLife Stadion, New Jerseyben, ami a New York Giants és a New York Jets otthona. Az első stadion New Yorkon kívül, ami két NFL-csapatnak ad otthon.
Egyike a négy stadionnak Los Angeles-ben, amit legalább két csapat oszt vagy osztott meg: a Crypto.com Arena két kosárlabdacsapatnak, a Los Angeles Lakers-nek és a Los Angeles Clippers-nek (1999 óta), a Dignity Health Sports Park a Los Angeles Galaxy-nak és a Chivas USA-nek (2005–2014), a Dodger Stadion a Los Angeles Dodgers-nek és a Los Angeles Angels-nek (1962–1965) ad otthont.
2022-ben a stadionban rendezték a Super Bowl LVI-t és 2023-ban otthont fog adni az egyetemi amerikai futball-döntőnek, a WrestleMania 39-nek és a CONCACAF-aranykupa döntőjének. A 2026-os labdarúgó-világbajnokságon több mérkőzést is itt fognak tartani. A 2028-as olimpián itt lesznek megrendezve a labdarúgó és az íjászati események, illetve a nyitó és a záró ceremónia.